# مرسی میلز
مرسی میلز (انگلیسی: Mercy Myles؛ زادهٔ ۲ مهٔ ۱۹۹۲) بازیکن فوتبال اهل غنا است.
وی همچنین در تیم ملی فوتبال زنان غنا بازی کرده‌است.